# Cesiumhydroxide
Cesiumhydroxide (CsOH) is een anorganische verbinding van cesium. Het is een zeer hygroscopische vaste stof: bij contact met water komt er een aanzienlijke hoeveelheid warmte vrij. Cesiumhydroxide is zeer goed oplosbaar in water, en is ook oplosbaar in ethanol. De waterige oplossing is zeer basisch; het is een van de sterkste anorganische basen die er bestaan. Het is bijgevolg zeer corrosief.

## Synthese
Cesiumhydroxide wordt bereid door de reactie van metallisch cesium, gevormd door de elektrolyse van cesiumzouten, met water:
{\displaystyle {\ce {2Cs + 2H_2O -> 2CsOH + H2}}}
Een alternatief is de metathesereactie van bariumhydroxide en cesiumsulfaat:
{\displaystyle {\ce {Cs2SO4 + Ba(OH)2 -> 2 CsOH + BaSO4}}}

## Toepassingen
Cesiumhydroxide-oplossing is een elektrolyt in bepaalde accu's, bijvoorbeeld in herlaadbare nikkel-waterstof-accu's. Het is een katalysator voor de polymerisatie van siloxanen en voor de productie van polyethers.
Cesiumhydroxide wordt gebruikt voor het etsen van silicium. Reactie van cesiumhydroxide met vloeizuur leidt tot de vorming van cesiumfluoride, wat een veelgebruikte verbinding in organische syntheses is.